# Convention entre actionnaires
Une convention entre actionnaires (ou pacte d'actionnaires) est un contrat de droit privé entre tout ou partie des associés d'une société par actions, qui a souvent un caractère confidentiel.

## Généralités
En théorie, les relations des actionnaires avec la société et des actionnaires entre eux sont gouvernées par les statuts de la société. Toutefois, quand le nombre d'actionnaires est relativement faible, il est en pratique courant que les actionnaires complètent ces statuts officiels par un pacte. De nombreuses raisons peuvent les y pousser :
- Les statuts d'une société sont un document public, alors qu'un pacte d'actionnaires, étant un contrat de droit privé, peut rester confidentiel entre les parties.
- Les pactes d'actionnaires sont généralement plus souples, que ce soit pour les établir, les administrer, les réviser ou les abroger.
- Les actionnaires peuvent souhaiter que d'éventuels conflits soient résolus par voie d'arbitrage, ou par un tribunal relevant d'un droit autre que celui de la société. Dans certains pays, le droit des sociétés ne permet pas d'introduire une telle clause arbitrale dans les statuts.
- Dans certains pays, le droit des sociétés peut ne pas fournir une protection suffisante aux actionnaires minoritaires, lesquels peuvent vouloir protéger leurs intérêts à travers un pacte d'actionnaires. En particulier, un pacte d'actionnaires peut fournir un mécanisme de sortie à des actionnaires minoritaires sans avoir à passer par la liquidation de l'entreprise.
- Pour éviter que des ventes d'actions ou une offre publique d'achat ne conduisent à une perte de contrôle, voire à la liquidation de l'entreprise.
- Pour éviter qu'un des associés ne développe une activité concurrente en parallèle[1].

Inversement, un pacte d'actionnaires peut constituer un risque pour les parties prenantes :
- Dans certaines législations, un pacte d'actionnaires peut constituer un partenariat, ce qui peut avoir des conséquences fiscales, ou conduire à une responsabilité financière en cas de banqueroute.
- Quand le pacte d'actionnaires contrevient aux dispositions statutaires, l'efficacité de ses clauses peut être contestée.
- Dans les pays où les contrats sont soumis à droit d'enregistrement quand ils dépassent une certaine importance, le pacte peut être soumis à des droits rédhibitoires, dont l'omission entraînerait la nullité du pacte.
- Dans certains cas, l'existence d'un pacte d'actionnaires peut être retenue comme preuve d'une collusion et/ou de pratiques monopolistiques.
- Un pacte d’actionnaire mis à jour peut être qualifié par le conseil des marchés financiers d’action de concert[2]. Dès lors, « les personnes agissant de concert sont tenues solidairement aux obligations qui leur sont faites par la loi »[3]. De ce fait, les signataires d’un pacte détenant plus du tiers des droits de vote d'une société cotée sur un marché réglementé doivent en informer immédiatement l'Autorité des marchés financiers et surtout sont tenus de déposer une OPA sur le reste du capital s'ils viennent à franchir en hausse les seuils fixés par les clauses d'OPA .

## Typologie des clauses
Les clauses d'un pacte d'actionnaires peuvent recouvrir différentes finalités réparties en trois grandes catégories :
1. Relatives au capital social. Elles ont pour finalité de permettre à leurs signataires de maîtriser, voire de verrouiller la composition du capital. Elles constituent pour les actionnaires un moyen de se protéger contre une OPA. Une clause conférant en cas de cession de parts par un des signataires un droit de préemption aux autres appartient à cette catégorie, tout comme la clause d'agrément, qui nécessite l'accord des coactionnaires pour revendre ses parts ou titres à un tiers. Plus radicalement, la clause d'inaliénabilité interdit la cession des titres détenus, alors que celle de sortie forcée en impose la revente. Certaines clauses peuvent obliger des actionnaires à céder leurs parts sociales dans certains contextes.
2. Relatives à l’exercice du droit de vote des signataires (appelées alors « conventions de vote »). Elles peuvent, par exemple, imposer à tous leurs membres une concertation préalable à chaque assemblée générale, notamment afin de coordonner les décisions votées. Une clause de collaboration exclusive avec la société appartient à cette catégorie.
3. Relatives aux conditions dans lesquelles les signataires participent à l’organisation de la société ou à son fonctionnement. Ainsi, une clause de limitation de pouvoir soumet certaines décisions stratégiques à un accord préalable, appartient à cette catégorie. Ce type de clauses peut aussi prévoir un accès à l'information à une fréquence plus régulière que l'exigence légale, ou sur des points non couverts par la réglementation. De la même façon, il peut être prévu la marche à suivre en cas de conflit, ce qui généralement prive le signataire de ses recours légaux.

Pour gagner en efficacité, ces pactes prévoient souvent une clause pénale qui impose le paiement d'une somme souvent considérable en cas d'inexécution, indépendamment de tout dommage effectif qui constituerait en principe le fondement d'une action d'indemnisation.

## Aspects juridiques

### Droit français
Juridiquement un pacte d’actionnaires s’analyse comme un contrat plurilatéral en vue d’un objet commun, l’objet commun étant « la stabilisation de l’actionnariat » d’une société par actions.
Un pacte est un contrat, en tant que tel ses dispositions ne pouvaient donner lieu à exécution forcée : elles n'ouvraient droit qu'à dommages-intérêts. Toutefois, depuis 2002, la jurisprudence en France évolue, et une telle exécution a été jugée possible, « l’article 1142 du Code civil n’interdit pas de recourir à l’exécution forcée lorsque, comme en l’espèce, aucune impossibilité matérielle, juridique, ni morale ne lui fait obstacle, le débiteur de l’obligation étant demeuré propriétaires des titres et Pour limiter le risque de violation, le pacte peut fixer une sanction pécuniaire en cas de non-respect ». Par ailleurs, une telle clause pénale peut être révisée par un juge qui la trouverait léonine, parce qu'excessive.
Un contrat ne lie que ses parties. Un contrat est normalement inopposable aux tiers, c'est "l'effet relatif" des conventions. Cela signifie qu’ils ne produisent un effet qu’entre les souscripteurs, et non vis-à-vis des tiers : le non-respect du pacte correspond seulement à une rupture contractuelle vis-à-vis des autres parties, mais n'est pas opposable aux tiers. Par exemple, un vote en l’assemblée générale en infraction aux dispositions du pacte, engagera la responsabilité contractuelle de celui qui a enfreint le pacte vis-à-vis des autres souscripteurs, mais n’entamera pas d’irrégularité sur la délibération. Le pacte d'actionnaires, occulte, n'était donc pas opposable à l’entreprise elle-même, qui n’est jamais partie prenante. C’était aussi le cas du nouvel actionnaire de la société qui n'était pas lié par le pacte qu'avait pu signer l'ancien actionnaire lui ayant cédé ses actions. Là aussi la jurisprudence a évolué, et depuis 2006, il est possible de prononcer une exécution forcée dès lors que le tiers a connaissance de ce pacte et s'en est prévalu.

### Droit italien
En Italie, avant la loi du 24 février 1998, les pactes d’actionnaires étaient une pratique courante, mais ils n'avaient pas de cadre juridique. Ils faisaient partie des instruments de contrôle des sociétés, mais n’y étaient attachés ni obligations de publicité et transparence, ni limite de durée. Une partie de la doctrine les croyait illicites. Depuis cette loi, ce mécanisme a été légitimé et régulé, d’abord pour les seules sociétés cotées, puis, après la réforme de 2003.